# Preutești
Preutesti là một xã thuộc hạt Suceava, România. Dân số thời điểm năm 2002 là 9102 người.